# Chicago Motor Speedway

Circuit

Chicago Motor Speedway was een racecircuit gelegen in de Amerikaanse stad Cicero, nabij Chicago in de staat Illinois. Het was een ovaal circuit dat in 1999 in gebruik werd genomen. Het circuit had een lengte van 1,029 mijl (1,65km). Er werden onder meer races gehouden die op de kalender stonden van de verschillende NASCAR kampioenschappen en de Champ Car series. 

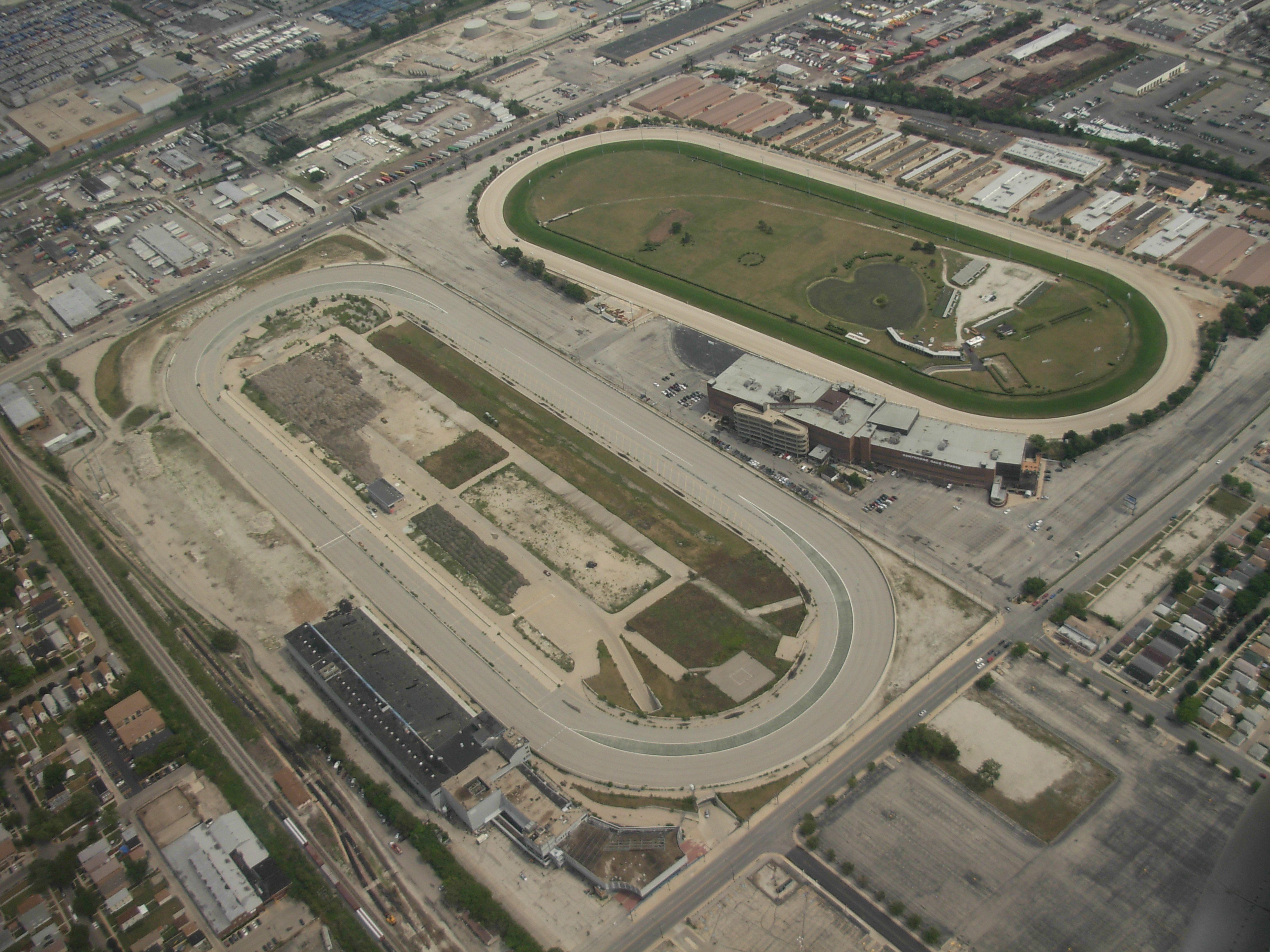
Chicago Motor Speedway (links), 2007

In 2002, amper vier jaar na de opening werd het circuit gesloten. In 2001 opende op amper 65 kilometer afstand de Chicagoland Speedway dat jaarlijks een race houdt uit de Indy Racing League kalender, op dat moment het concurrerende kampioenschap voor de Champ Car series. In 2003 werd het circuit gekocht door de stad Cicero. Twee jaar later werden de tribunes afgebroken, in 2009 startte het verder afbreken van de rest van het circuit.

## Winnaars op het circuit
Winnaars op het circuit voor een race uit de Champ Car kalender.
| Jaar | Rijder             |
| ---- | ------------------ |
| 1999 | Juan Pablo Montoya |
| 2000 | Cristiano da Matta |
| 2001 | Kenny Bräck        |
| 2002 | Cristiano da Matta |